# Tony Craig
Tony Andrew Craig (Greenwich, Inglaterra, 20 de abril de 1985) es un futbolista inglés. Juega de defensa en el Dorking Wanderers F. C. de la National League.

## Clubes
| Club                             | País       | Año           |
| -------------------------------- | ---------- | ------------- |
| Millwall F. C.                   | Inglaterra | 2002-2007     |
| Wycombe Wanderers F. C. (cedido) | Inglaterra | 2004-2005     |
| Crystal Palace F. C.             | Inglaterra | 2007-2008     |
| Millwall F. C. (cedido)          | Inglaterra | 2008          |
| Millwall F. C.                   | Inglaterra | 2008-2012     |
| Leyton Orient F. C.              | Inglaterra | 2011          |
| Brentford F. C.                  | Inglaterra | 2012-2015     |
| Millwall F. C.                   | Inglaterra | 2015-2018     |
| Bristol Rovers F. C.             | Inglaterra | 2018-2020     |
| Crawley Town F. C.               | Inglaterra | 2020-2023     |
| Dorking Wanderers F. C. (cedido) | Inglaterra | 2023          |
| Dorking Wanderers F. C.          | Inglaterra | 2023-presente |